# فيضة أعبلية
فيضة أعبلية؛ هو مركزٌ إداري تابعٌ لمحافظة القويعية في منطقة الرياض، ويصنف من فئة (ب) ورمزها 1229.